# Arroyo Pelochejo
El arroyo Pelochejo o Peloche es un curso de agua del interior de la península ibérica, afluente del río Guadiana. Discurre por la provincia española de Badajoz.

## Descripción
Discurre por la provincia de Badajoz. El arroyo, que nace en los alrededores de Fuenlabrada de los Montes, fluye pasando al norte de Herrera del Duque, donde cuenta con un puente de ocho ojos, y termina por desembocar en el río Guadiana a la altura de la localidad de Peloche. Aparece descrito en el decimosegundo volumen del Diccionario geográfico-estadístico-histórico de España y sus posesiones de Ultramar de Pascual Madoz de la siguiente manera:

PELOCHE: r. en la prov. de Badajoz, part. jud. de Herrera del Duque; se forma de las vertientes de la v. de Fuenlabrada de los Montes; reune todas las aguas que por espacio de 1/2 leg descienden á der. é izq., pasa á 2,500 pasos al N. de Herrera, donde tiene un puente con 8 ojos, muy útil a los labradores, cruza la deh. boyal y entra en Guadiana cerca de la ald. de Peloche; da movimiento á 6 molinos harineros, y aunque pierde su corriente en el estío, conserva algunas tablas, que son buenos abrevaderos, para los ganados del pais.
(Madoz, 1849, pp. 761-762)

Las aguas del río, perteneciente a la cuenca hidrográfica del Guadiana, terminan vertidas en el océano Atlántico.